# Dave Ball
David James Ball (Blackpool, 1959. május 3. –) angol producer és zenész, aki olyan zenekarokban játszott, mint a Soft Cell és a The Grid, és együttműködött más producerekkel, köztük Ingo Vaukkal és Chris Braide-del. Lemezein általában Dave Ball néven szerepel.

## Élete
A Cheshire-i Chesterben született, később Blackpoolban nőtt fel. Az Arnold Schoolban tanult, majd a Leeds Polytechnic-en folytatta tanulmányait. Itt ismerkedett meg Marc Almonddal. 1978-ban alapították meg a Soft Cell nevű szintipop duót, amely 1984-ig működött.
Londoni Kenningtonban él.

## Diszkográfia
- In Strict Tempo (1983, Some Bizzare, Phonogram)
- Photosynthesis (Jon Savage-dzsel, 2016, Cold Spring)